# 피부분절
피부분절(dermatome) 또는 피부절 또는 피절은 척추 신경의 등쪽 뿌리에서 나온 구심신경 섬유에 의해 주로 공급되는 피부 영역이다.

## 같이 보기
- 분절 신경분포
- 상호 신경지배
- 다리의 피부 신경분포